# Pierre-Clément de Laussat

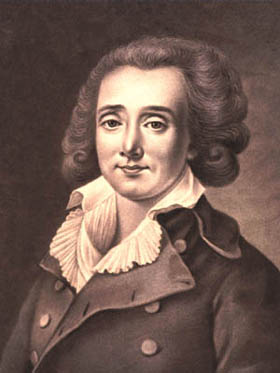

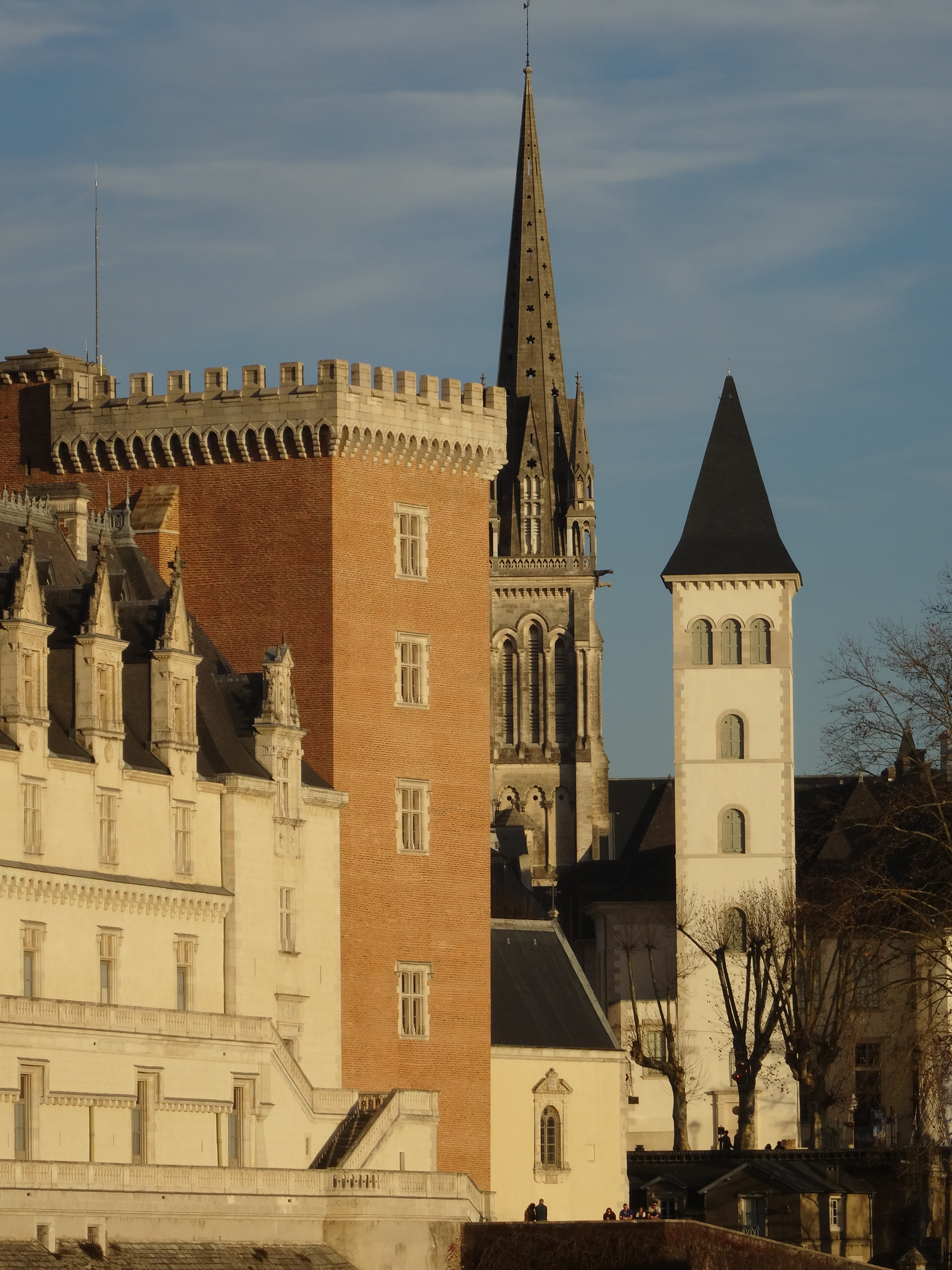
Rechts, het voormalig parlement van Navarra in Pau

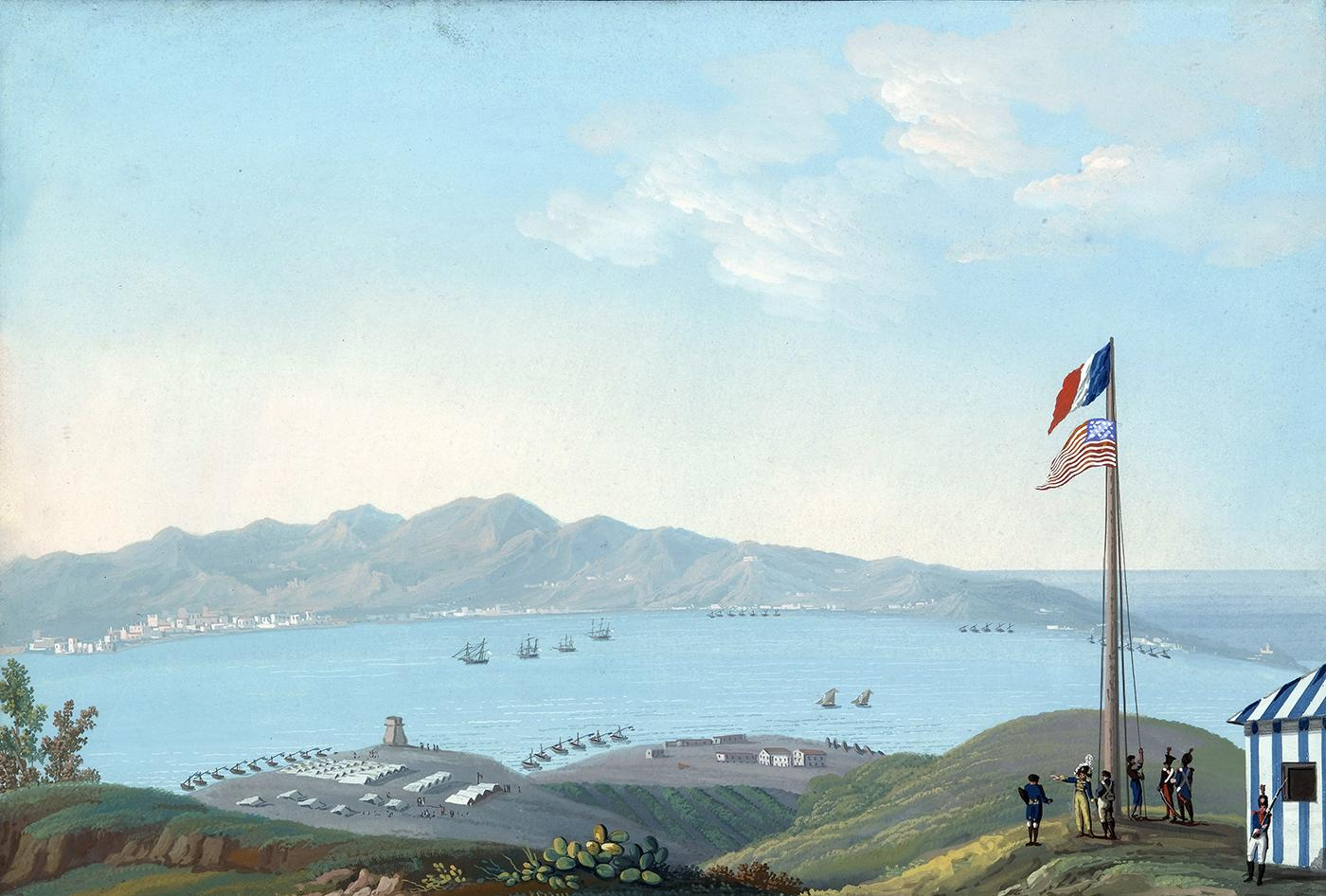
Laussat laat de Franse vlag strijken en de Amerikaanse vlag hijsen (1803)

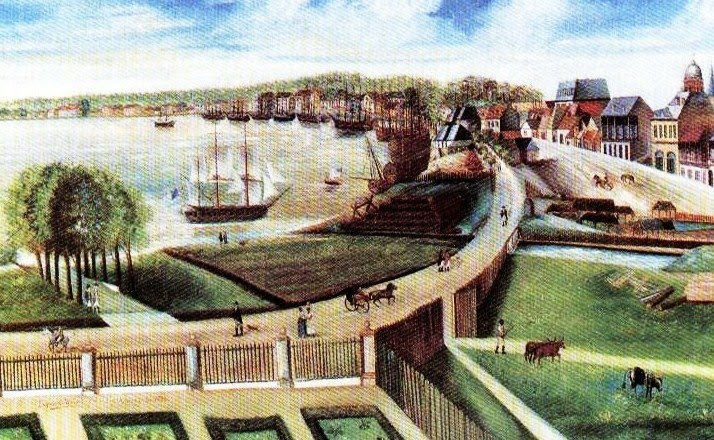
Louisiana, 1803

Pierre-Clément baron de Laussat (Pau 23 november 1759 - Pau 10 april 1835) was een Frans jurist en heer van Maucor, tot de Franse Revolutie. Nadien zetelde hij in de Raad van Ouden, de Senaat in Parijs.
Zijn functies waren achtereenvolgens gouverneur van Louisiana, gouverneur van Martinique, adjunct-prefect in Antwerpen, prefect in Bergen en Atrecht, alsook gouverneur van Frans Guyana.

## Koninkrijk Frankrijk
Laussat werd geboren in een familie van gegoede handelaars in Pau, onder het koningschap van Lodewijk XVI. Laussat studeerde af in de rechtswetenschappen in Pau (1774). Hij werkte voor het Parlement van Navarra in Pau (1775-1776). Nadien trok hij naar Bilbao, waar hij de zaken van zijn grootvader aldaar behartigde (1776-1777); hij maakte er voor de eerste maal kennis met de Spaanse taal. Nadien studeerde hij literatuur in Parijs en begaf zich in literaire kringen (1777-1780). Nadien werkte hij voor de belastingen van de provincie Béarn (vanaf 1780). Met steun van de hertogin de Gramont herorganiseerde hij de belastingen in Pau en Bayonne. Hij kreeg immers de nieuw gecreëerde functie van intendant van Pau (1784).

## Franse Revolutie en nadien
Zoals andere belastingontvangers werd Laussat opgepakt door Franse revolutionairen. Hij werd vrijgelaten en werkte als betaler van soldij voor Franse troepen in Zuid-Frankrijk (1792-1797). In deze militaire functie nam hij deel aan de Franse veldtocht van Napoleon in Spanje; hij geraakte meer vertrouwd met de Spaanse politiek en taal. In 1790 huwde hij met Marie-Anne de Péborde; het koppel kreeg 4 kinderen. Hij werd burgemeester en heer van Maucor, in opvolging van zijn overleden vader. Hij trok terug naar Parijs (1790). Hij zetelde er in de Raad van Ouden voor zijn departement Basses-Pyrénées, nu Pyrénées-Atlantiques. Hij bood zijn juridische ervaring aan en werd benoemd in het nieuw opgerichte Tribunaat (1799-1802). De machtsgreep van Napoleon Bonaparte steunde hij.

## Napoleontisch bestuur

### Louisiana
Op vraag van Laussat zelf benoemde Napoleon hem tot Frans gouverneur van Louisiana (1802). Laussat moest deze provincie nog eerst overkopen van de Spanjaarden. In 1803 zeilde hij met vrouw en kinderen naar New Orléans, hoofdplaats van Louisiana. De laatste Spaanse gouverneur Juan Manuel de Salcedo overhandigde hem Louisiana. Laussat schafte de Spaanse wetgeving af en verving deze door de Code Napoleon. Hij zocht aanknoping met afstammelingen van kolonisten in wat ooit Frans Louisiana was. Wat Laussat niet wist, was dat Napoleon Louisiana ondertussen doorverkocht had aan de Verenigde Staten van Amerika. Eind 1803 maakte Laussat een nieuwe ceremonie mee in New Orléans. Ditmaal was het hij die de sleutels van New Orléans doorgaf, aan de Amerikaanse autoriteiten. Het ging om William C.C. Claiborne en James Wilkinson.

### Martinique
Van 1804 tot 1809 was hij Frans gouverneur van Martinique. Hij had hier niet om gevraagd. Hij leefde er met zijn familie. In 1809 namen de Britten hem gevangen en stuurden hem naar een gevangenis in Engeland. In 1810 kwam hij vrij en keerde naar Parijs terug. Hij was vragende partij voor een post als prefect.

### Antwerpen
Van 1810 tot 1812 was hij adjunct-prefect van het departement Deux-Nethes, in Antwerpen tijdens de periode van de Franse Nederlanden. Napoleon belastte hem met taken in de haven van het bezette Antwerpen. Zijn functie was préfet maritime, en dit in dienst van de prefect Marc-René de Voyer de Paulmy d'Argenson.

### Bergen
Van 1812 tot 1814 verbleef hij in Bergen. Hij was er prefect van het departement Jemappes.

### Atrecht
Van 1814 tot 1815, tijdens de Honderd Dagen, was hij prefect van het departement Pas-de-Calais. Zijn standplaats was Atrecht tot de val van Napoleon in de slag bij Waterloo (1815).

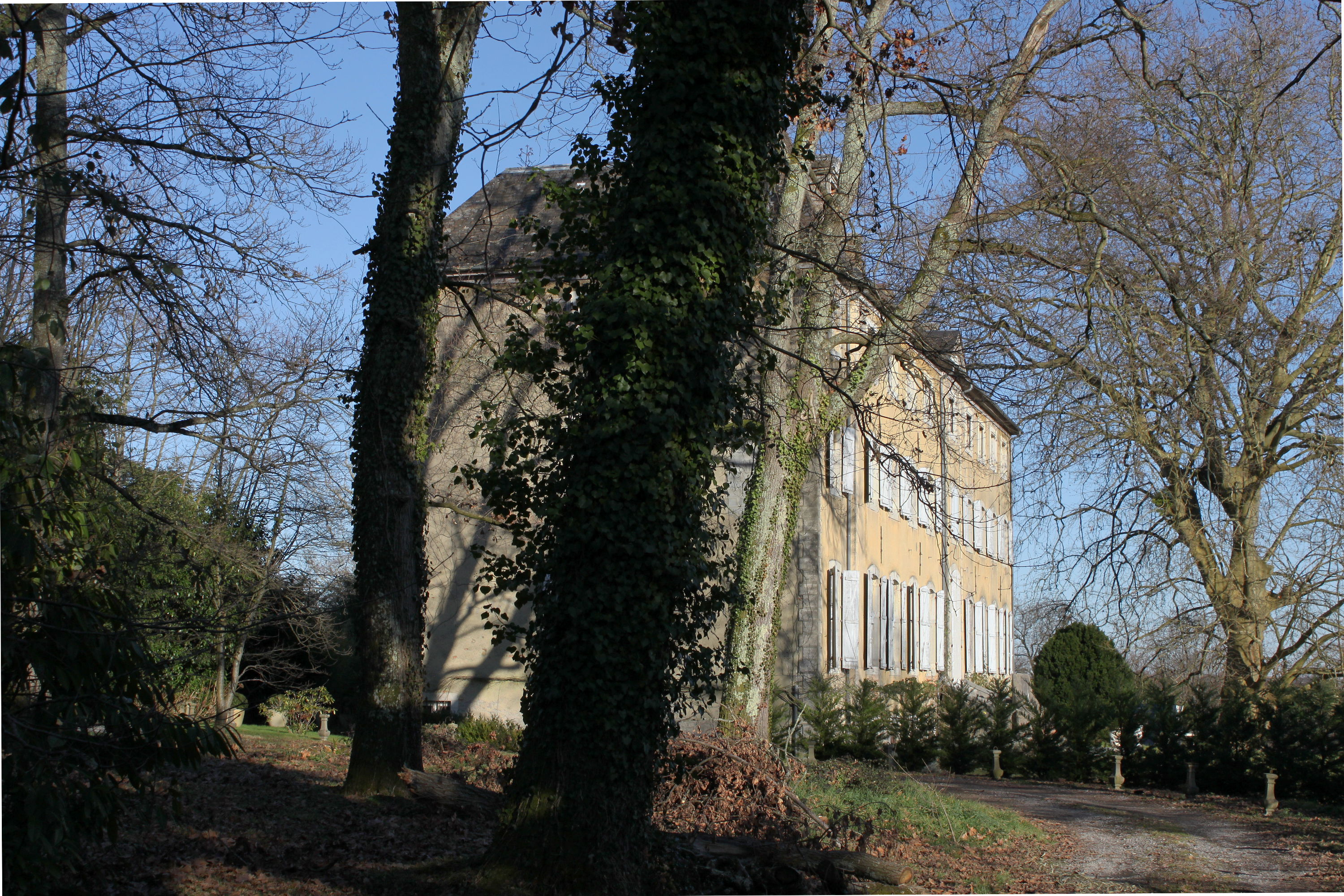
Kasteel van Bernadets, aangekocht door de ouders van Laussat

## Restauratie
Met de terugkeer van de monarchie had Laussat geen inkomen meer. Laussat drong aan op een nieuwe post als prefect. Koning Lodewijk XVIII gaf uiteindelijk toe.

### Frans Guyana
Van 1819 tot 1823 was hij gouverneur van Frans Guyana. Het werd zijn laatste job in het Caraïbisch gebied.

### Pau
Nadien keerde hij terug naar Pau en leefde hij op zijn landgoed van Bernadets, in zijn geboortestreek, niet ver van Pau. Hij kreeg van koning Karel X de titel van baron voor bewezen diensten aan Frankrijk. Hij schreef zijn memoires, getiteld Memoires sur ma vie, Pau 1831. Ondanks dit werk geraakte hij toch in de vergetelheid en overleed in 1835.
- Bibliothèque nationale de France: cb12529080c (data)
- CiNii: DA06646103
- Gemeinsame Normdatei: 130816280
- International Standard Name Identifier: 0000 0000 8379 5566
- Library of Congress Control Number: n88163353
- Base Léonore: LH//1503/27
- Nationale Bibliotheek van Tsjechië: xx0304360
- Nederlandse Thesaurus van Auteursnamen: 131713450
- Réseau des bibliothèques de Suisse occidentale: 02-A025288138
- SNAC: w6xg9r9k
- Système universitaire de documentation: 128473495
- Virtual International Authority File: 46870512
- WorldCat: E39PBJh8HkGWQrJmmt9cfV63Qq